# Oarța de Jos, Maramureș
Oarța de Jos este satul de reședință al comunei cu același nume din județul Maramureș, Transilvania, România. Primarul orașului este Pop Bogdan, care este de profesie profesor. Populația comunei este de 1149 locuitori (2021).

## Etimologie
Etimologia numelui localității: Din antrop. Oarța (derivat din tema Oar- + sufix -ț + -a) + de + Jos. 

## Așezare
Comuna Oarța de Jos este situată în partea de sud-vest a județului Maramureș, pe Valea Orțiței, în partea de sud-est a Munților Făget sau Codru, la o distanță de 54 km de Municipiul Baia Mare și 20 km de orașul Cehu Silvaniei. Este mărginită de comuna Băsești la nord, comuna Bicaz la vest, comuna Hodod la nord-vest iar la est și sud de orașul Cehu Silvaniei
Oarța de jos face parte din zona Codru, o zonă care se întinde pe teritoriul județelor Satu Mare și Maramureș, de o parte și de alta a Munților Codru a căror altitudine maximă este de 669 m fiind o ramură a Munților Meseș
Relieful este specific zonei de deal cu o altitudine de 260-280 m.

## Istoric
Prima atestare a localității Oarța de jos datează din anul 1391 (Trywarcha).  însă aceste locuri au fost locuite din cele mai vechi timpuri, descoperirile arheologice de pe teritoriul comunei scoțând la lumină obiecte datând din neolitic cu o vechime de peste 4 milenii.
Pe teritoriul situat între localitățile Oarța de Sus și Stremț în locul numit "Ghiile Botii", se află un complex arheologic, unde s-au găsit 187 de dinari imperiali din perioada 68-161, emiși pe timpul împăraților Vitelius, Vespasian, Domițian,Traian, Hadrian și Antonius Pius, al șaselea tezaur ca importanță descoperit în nord vestul Transilvaniei.
Acolo s-a descoperit un sanctuar care era frecventat de comunitățile din perimetrul satelor respective. 
La Oarța de Jos s-au făcut săpături arheologice în două locuri și anume: Valea Rusului și Alac.         
În atenția arheologilor se află și un al treilea loc numit Troian. 
Cea mai importantă așezare arheologică rămâne cea de pe Valea Rusului descoperirea ei datorându-se istoricilor dr. Carol Kacso și dr. Eugen Comșa. Cercetările au început în anii 1971 în scopul informării și apoi au continuat în anii 1977 – 1979. S-a scos la lumină un foarte bogat material arheologic grupat în două straturi. 
Primul dintre ele, care se încadrează în cultura Suciu de Sus a cuprins locuințe de suprafață, fragmente ceramice, două ace de bronz, discuri perforate, obiecte din silex. 
Cel de-al doilea strat, care se încadrează în cultura Wietemberg, a cuprins un inventar mai sărac în comparație cu primul, acesta constând exclusiv din ceramică și se afla în apropierea unei locuințe. 
Un lucru important care demonstrează continuitatea vieții în acese locuri este descoperirea unor fragmente ceramice din sec. IV – VI, respectiv din VIII- IX d. Hr.
Cea de-a doua așezare preistorică, descoperită la Oarța de Jos în locul numit Alac, de același dr. Carol Kocso în anul 1977 nu a fost până în prezent însoțită de săpături și cercetări. 
De asemenea în hotarul Oarței de Jos s-a găsit un tezaur de monede de argint romane datând din sec. II – III d.Hr. , actualmente expuse la Muzeul de Arheologie și Istorie din Baia Mare. 
Pe teritoriul satului Oarța au trăit dacii liberi, granițele Daciei Porolissensis aflându-se la o distanță de aproximativ 30 de km spre sud, acolo unde se pot vedea și astăzi ruinele castrului de la Porolissum.
În anul 1378 voievozii Balc și Drag  devin comiți de Maramureș și Sătmar, stăpânind și pe actualul teritoriu al comunei Oarța de Jos.

Activităși specifice zonei:
- Agricultură 
- Creșterea animalelor
- Activitati economice principale:
- Prelucrarea lemnului     

Obiective turistice:
- Mănăstirea cu hramul “Sfânta Maria Magdalena” Oarța de Sus
- Muzeul Satului Oarța de Sus
- Biserica din lemn Ortița construită în 1828
- Siturile arheologice Oarța de Sus
- Expoziție etnografică Oarța de Sus     

Evenimente locale:
În fiecare an în prima duminică după Sfintele Sărbători de Paște se sărbătorește hramul bisericii ortodoxe Oarța de Sus “Sfântul Apostol Toma”.     

Facilitati oferite investitorilor:
- Cultivarea terenului agricol
- Prelucrarea lemnului
- Creșterea animalelor
- Confecționat uși și geamuri PVC (termopan)     

Proiecte de investitii:
- Reparații și modernizări de drumuri
- Alimentare cu apă potabilă și gaz metan
- Canalizare
- Reabilitare iluminat public
- Agroturism
- Centru local de informare turistică Oarța de Jos
Surse:
Comuna Oarța de Jos (oartadejos.ro)